# Thronfolge (Niederlande)
Die niederländische Thronfolge ist in den Artikeln 24 ff. des Grundgesetzes (Grondwet, Stb. 2006 Nr. 240) geregelt.

## Thronfolgeregelung

### Kreis der Thronfolgeberechtigten
Thronfolgeberechtigt sind die gesetzlichen Nachkommen Wilhelms I. Eine Verfassungsänderung des Jahres 1922 verfügt, dass sich die Thronfolge von nun an ausschließlich auf Nachfahren von Königin Wilhelmina beschränkt.
Die Thronfolge richtet sich nach dem jeweilig regierenden Monarchen. Beim Tode oder der Abdankung des Königs oder der Königin geht die Königswürde auf den gesetzlichen Nachkommen nach dem Recht der Primogenitur über. Kinder von Erstgeborenen stehen in der Reihenfolge vor deren Geschwistern. Sofern der Monarch ohne Kinder und Kindeskinder verstirbt, erben die Nachkommen der Eltern und in der Folge die der Großeltern nach denselben Grundsätzen, jedoch nur Blutsverwandte bis zum dritten Grad.
Erbberechtigt sind also grundsätzlich:
- die Nachfahren des Königs,
- die Geschwister (2. Grad) und die Nichten und Neffen des Königs (3. Grad),
- die Onkel und Tanten des Königs (3. Grad).

Großnichten und Großneffen, Cousins und Cousinen sowie weiter entfernte Verwandte des Königs in der Seitenlinie können also nur mittelbar in die Thronfolge kommen, nachdem ein entsprechender Vorfahre König geworden war.
Beim Tod des Königs bereits gezeugte, aber noch nicht geborene Thronfolger gelten als geboren, sofern keine Totgeburt erfolgt.
Der Kronprinz bzw. die Kronprinzessin trägt traditionell den Titel des Prinz/Prinzessin von Oranien.

### Ausschluss von der Thronfolge
Der König sowie alle Thronfolger bedürfen zur Eheschließung der Zustimmung durch Gesetz, das in gemeinsamer Sitzung der Generalstaaten beschlossen wird. Die Heirat ohne diese Zustimmung führt zum Thronverlust bzw. zum Ausschluss von der Thronfolge. So erfolgte etwa die Zustimmung zur Hochzeit des damaligen Kronprinzen Willem-Alexander mit Máxima Zorreguieta durch Reichsgesetz vom 4. Juli 2001 (Stb. 2001 Nr. 333). Seinem jüngeren Bruder Friso wurde die Zustimmung nicht erteilt, demzufolge verlor er seine Thronanwartschaft und Zugehörigkeit zum Königshaus. Die Zustimmung kann aus verschiedenen Gründen verweigert werden; laut Ansicht von Mark Rutte würden die Generalstaaten die Zustimmung zu einer gleichgeschlechtlichen Ehe nicht per se verweigern.
Unter außergewöhnlichen Umständen können die Generalstaaten durch mit Zweidrittelmehrheit in gemeinsamer Sitzung zu beschließendes Gesetz einzelne oder mehrere Personen von der Thronfolge ausschließen.

## Thronfolgeliste
Damit ist die Thronfolgeliste nach König Willem-Alexander folgende:
Juliana → Beatrix → Willem-Alexander
1. Prinzessin Amalia (* 7. Dezember 2003), älteste Tochter von König Willem-Alexander;
2. Prinzessin Alexia (* 26. Juni 2005), zweite Tochter des Königs;
3. Prinzessin Ariane (* 10. April 2007), jüngste Tochter des Königs;
Wilhelmina → Juliana → Beatrix
4. Prinz Constantijn (* 11. Oktober 1969), Bruder des Königs;
5. 00Gräfin Eloise (* 8. Juni 2002), ältestes Kind von Prinz Constantijn;
6. 00Graf Claus-Casimir (* 21. März 2004), zweites Kind von Prinz Constantijn;
7. 00Gräfin Leonore (* 3. Juni 2006), drittes Kind von Prinz Constantijn;
Wilhelm III. → Wilhelmina → Juliana
8. Prinzessin Margriet von Oranien-Nassau (* 19. Januar 1943), dritte Tochter von Königin Juliana, Tante von König Willem Alexander.

Alle Thronfolger könnten, wie der amtierende Monarch Willem-Alexander, als erste niederländische Königin oder erster niederländischer König ihres Namens den Thron besteigen. Willem-Alexander selbst hätte den Thron auch als Willem IV. besteigen können; jedoch wurde am 28. Januar 2013 bekannt gegeben, dass er sich Willem-Alexander nennen wird.
Würde Willem-Alexander sterben oder abdanken, sodass Prinzessin Amalia die neue Königin wäre, schieden ihre Cousins und Cousinen sowie die Großtante Margriet aus der Thronfolge aus. Die Thronfolgeliste wäre dann verkürzt auf ihre Schwestern und ihren Onkel Prinz Constantijn.
Durch den Thronwechsel von Königin Beatrix zu König Willem-Alexander ausgeschieden sind:
1. Prinz Maurits Willem Pieter Hendrik (* 17. April 1968 in Utrecht), Sohn von Prinzessin Margriet;
2. Prinz Bernhard Lucas Emmanuel (* 25. Dezember 1969 in Nimwegen), Sohn von Prinzessin Margriet.

Diese würden wieder in die Thronfolge eintreten, wenn Prinzessin Margriet Königin würde. Damit würden dann nach Prinz Maurits auch seine zwei Töchter und sein Sohn, sowie nach Prinz Bernhard seine Tochter und seine zwei Söhne, die alle bereits unter Beatrix nicht in der Thronfolge waren, erstmals in die Thronfolge eintreten.

## Von der Thronfolge ausgeschlossene und aus der Thronfolge ausgeschiedene Nachfahren Wilhelms I.
Aus der Thronfolge ausgeschlossen oder ausgeschieden sind in der Reihenfolge ihrer potenziellen Stellung in der Thronfolgeliste ohne den Ausschluss oder das Ausscheiden:
- Prinz Johan Friso, 25. September 1968 – 12. August 2013, zweiter Sohn von Königin Beatrix, am 24. Juni 2004, zu diesem Zeitpunkt auf Platz 3 der Thronfolge stehend, aufgrund der Hochzeit mit Mabel Wisse Smit, nachdem die Generalstaaten die Zustimmung zur Ehe verweigert hatten; Johan Friso wurde daraufhin durch königlichen Beschluss vom 19. März 2004 (Stb. 2004 Nr. 126) mit Wirkung ab der Hochzeit der erbliche Titel Graf und der Geschlechtsname van Oranje-Nassau van Amsberg verliehen;
- Prinzessin Irene von Lippe-Biesterfeld, * 5. August 1939, zweite Tochter Königin Julianas am 29. April 1964, zu diesem Zeitpunkt auf Platz 2 der Thronfolge stehend, durch die ohne Zustimmung der Generalstaaten geschlossene Ehe mit Carlos Hugo von Bourbon-Parma;
- Prinzessin Christina, * 18. Februar 1947; † 16. August 2019, vierte und jüngste Tochter Königin Julianas am 28. Juni 1975, zu diesem Zeitpunkt auf Platz 10 der Thronfolge stehend, durch ungenehmigte Hochzeit mit Jorge Guillermo, von dem sie sich 1996 scheiden ließ;
- Prinz Pieter-Christian, * 22. März 1972, dritter Sohn von Prinzessin Margriet am 25. August 2005, zu diesem Zeitpunkt auf Platz 10 der Thronfolge stehend, durch Hochzeit ohne Zustimmung der Generalstaaten mit Anita van Eijk;
- Prinz Floris, * 10. April 1975, vierter und jüngster Sohn von Prinzessin Margriet am 20. Oktober 2005, zu diesem Zeitpunkt auf Platz 10 der Thronfolge stehend, durch ungenehmigte Hochzeit mit Aimée Söhngen;
- die Nachfahren Prinzessin Sophies, des fünften Kindes von König Wilhelm II., Tante Königin Wilhelminas am 23. März 1897 durch den Tod der Prinzessin, ohne selbst unmittelbar in die Thronfolge eingetreten zu sein; damit hatten die Niederlande vom Tod Prinzessin Sophies bis zur Geburt der späteren Königin Juliana am 30. April 1909 keinen Thronfolger.

## Aussterben des Königshauses
Hat ein König voraussichtlich keinen Thronfolger, kann ein Nachfolger durch Gesetz ernannt werden. Die Einbringung der Gesetzesvorlage führt zur Auflösung der Generalstaaten. Der Gesetzentwurf bedarf dann der Zustimmung einer Zweidrittelmehrheit der neugewählten Generalstaaten in gemeinsamer Sitzung. Durch die Ernennung zum Nachfolger werden auch nachgeborene natürliche Thronfolger nach dem regierenden König von der Erbfolge ausgeschlossen. Die Thronfolge richtet sich ausschließlich nach dem ernannten Nachfolger.
Stirbt ein König ohne Nachfolger oder dankt er ohne Nachfolger ab, werden die Generalstaaten aufgelöst. Die neugewählten Kammern wählen binnen vier Monaten nach dem Tod des Königs oder dessen Abdankung in gemeinsamer Sitzung mit Zweidrittelmehrheit einen neuen König.